# Francisco Vaccari

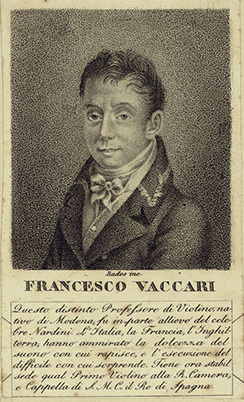
Francesco Vaccari

Francesco Vaccari, conocido en español como Francisco Vacari, (Módena, c.1771 - Madrid?, c.1832), violinista y músico italoespañol.

## Biografía
Comenzó a aprender a tocar el violín bajo la tutela de su padre a la temprana edad de cinco años. Tras cuatro años de aprendizaje doméstico, fue llevado por su padre a la escuela de Pugnani y después fue a Florencia, donde recibió las enseñanzas del famoso Pietro Nardini; se formó como violinista en la Escuela de Lombardía y triunfó en Mantua como intérprete con solo trece años de edad. Llegó a España a finales del siglo XVIII, en 1794 se encontraba ya en la orquesta de la Real Capilla como violín supernumerario y en 1795 como titular, también fue violinista del Conde de Covadonga. En 1808, a causa de la Guerra de la Independencia, presentó su dimisión marchándose a Gibraltar y después a Londres. En 1816 regresó a Madrid y volvió a su puesto, pero fue cesado en 1823 por liberal. El 10 de febrero de 1823 embarcó en Calais hacia Inglaterra y en octubre viajó desde París a Madrid, en donde ofrecía conciertos en su casa junto a su esposa, la cantante Luisa Brunetti, y el hermano mayor de esta, el reputado chelista Francisco Brunetti, hijos de Gaetano Brunetti.
A raíz de la muerte de su esposa, en Madrid en marzo de 1832, Vaccari y Brunetti solicitaron licencia para que algunos músicos de la Real Capilla pudieran asistir al novenario por su difunta esposa.[cita requerida]